# 泊松流形
在数学中，泊松流形（Poisson manifold）是一个微分流形 M 使得 M 上光滑函数代数 C∞(M) 上装备有一个双线性映射称为泊松括号，将其变成泊松代数。
每个辛流形是泊松流形，反之则不然。

## 定义
M 上一个泊松结构（Poisson structure）是一个双线性映射
{\displaystyle \{,\}:C^{\infty }(M)\times C^{\infty }(M)\to C^{\infty }(M),\,}
使得这个括号反对称：
{\displaystyle \{f,g\}=-\{g,f\},\,}
服从雅可比恒等式：
{\displaystyle \{f,\{g,h\}\}+\{g,\{h,f\}\}+\{h,\{f,g\}\}=0,\,}
是 C∞(M) 关于第一个变量的导子：
{\displaystyle \{fg,h\}=f\{g,h\}+g\{f,h\}} 对所有 {\displaystyle f,g,h\in C^{\infty }(M).\,}
上一个性质有多种等价的表述。取定一个光滑函数 g ∈ C∞(M)，我们有映射 {\displaystyle f\mapsto \{g,f\}} 是 C∞(M) 上一个导子。这意味着存在 M 上哈密顿向量场 Xg 使得
{\displaystyle X_{g}(f)=\{f,g\}\,}
对所有 f ∈ C∞(M)。这说明这个括号只取决于 f 的微分。从而，任何泊松结构有一个相伴的从 M 的余切丛 T∗M 到切丛 TM 的映射
{\displaystyle B_{M}:\mathrm {T} ^{*}M\to \mathrm {T} M,\,}
将 df 映为 Xf。

## 泊松双向量
余切丛与切丛之间的映射意味着 M 上存在一个双向量场 η，泊松双向量（Poisson bivector），一个反对称 2 张量 {\displaystyle \eta \in \bigwedge ^{2}TM}，使得
{\displaystyle \{f,g\}=\langle \mathrm {d} f\otimes \mathrm {d} g,\eta \rangle ,\,}
这里 {\displaystyle \langle ,\rangle } 是切丛与其对偶之间的配对。反之，给定 M 上一个双向量场 η，这个公式可用来定义一个关于第一个变量为导子的反对称括号。这个括号服从雅可比恒等式，从而定义了一个泊松结构当且仅当斯豪滕–尼延黑斯括号 [η,η] 等于 0。
在局部坐标中，双向量在一点 x = (x1, ..., xm) 有表达式
{\displaystyle \eta _{x}=\sum _{i,j=1}^{m}\eta _{ij}(x){\frac {\partial }{\partial x_{i}}}\otimes {\frac {\partial }{\partial x_{j}}}\,}
从而
{\displaystyle \{f,g\}(x)=\sum _{i,j=1}^{m}\eta _{ij}(x){\frac {\partial f}{\partial x_{i}}}\otimes {\frac {\partial g}{\partial x_{j}}}.\,}
对一个辛流形，η 不过是由辛形式 ω 诱导的余切丛与切丛之间的配对，存在性是其非退化保证。辛流形与泊松流形的差别在于辛形式必须无处奇异，而泊松双向量不必处处都满秩。当泊松双向量处处为零时，称流形有平凡泊松结构。

## 泊松映射
泊松映射（Poisson map）定义为光滑映射 {\displaystyle \phi :M\to N}，从一个泊松流形 M 映到泊松流形 N，保持括号积：
{\displaystyle \{f_{1},f_{2}\}_{N}\circ \phi =\{f_{1}\circ \phi ,f_{2}\circ \phi \}_{M}\,}
这里 { , }M 与 { , }N 分别是 M 与 N 上的泊松括号。

## 乘积流形
给定两个泊松流形 M 与 N，可以在乘积流形上定义一个泊松括号。设 f1 与 f2 是定义在乘积流形 M × N 上两个光滑函数，利用在因子流形上的括号 { , }M 与 { , }N 定义乘积流形上的括号{ , }M×N：
{\displaystyle \{f_{1},f_{2}\}_{M\times N}(x,y)=\{f_{1}(x,\cdot ),f_{2}(x,\cdot )\}_{N}(y)+\{f_{1}(\cdot ,y),f_{2}(\cdot ,y)\}_{M}(x)\,}
这里 x ∈ M 与 y ∈ N 都是常数；这就有，当
{\displaystyle f(\cdot ,\cdot ):M\times N\to \mathbb {R} ,\,}
则蕴含着
{\displaystyle f(x,\cdot ):N\to \mathbb {R} \,}
与
{\displaystyle f(\cdot ,y):M\to \mathbb {R} .\,}

## 辛叶子
一个泊松流形可以分成一族辛叶子（symplectic leaves）。每一片叶子是泊松流形的一个子流形，每片叶子自身是一个辛流形。两个点在同一片叶子上如果他们由一个哈密顿向量场的积分曲线连接。即，哈密顿向量场的积分曲线在这个流形上定义了一个等价关系。这个等价关系的等价类就是辛叶子。

## 例子
如果 {\displaystyle {\mathfrak {g}}} 是一个有限维李代数，{\displaystyle {\mathfrak {g}}^{*}} 是其对偶空间，则李括号在 {\displaystyle {\mathfrak {g}}^{*}} 上诱导了一个泊松结构。令 f1 与 f2 是 {\displaystyle {\mathfrak {g}}^{*}} 上两个函数，{\displaystyle x\in {\mathfrak {g}}^{*}} 是一点，可定义
{\displaystyle \{f_{1},f_{2}\}(x)=\langle \;\left[(df_{1})_{x},(df_{2})_{x}\right]\,,x\rangle }
这里 {\displaystyle \mathrm {d} f\in ({\mathfrak {g}}^{*})^{*}\simeq {\mathfrak {g}}}，而 [ , ] 是李括号。如果 ek 是李代数 {\displaystyle {\mathfrak {g}}} 上的局部坐标，则泊松双向量由
{\displaystyle \eta _{ij}(x)=\sum _{k}c_{ij}^{k}\langle x,e_{k}\rangle \,}
给出，这里 {\displaystyle c_{ij}^{k}} 是李代数的结构常数（structure constant）。

## 复结构
一个复泊松流形（complex Poisson manifold）是一个具有复结构或殆复结构 J 的泊松流形使得复结构保持双向量：
{\displaystyle \left(J\otimes J\right)(\eta )=\eta .\,}
复泊松流形的辛叶子是伪凯勒流形（pseudo-Kähler manifold）。